# Jarler
Jarler (latin: Jarlerius) död 22 augusti 1255, var en svensk präst, (möjligen) dominikanmunk och ärkebiskop av Uppsala stift från 1236 till sin död 1255.

## Biografi
Jarler var en betydande man och visade sig särdeles mån om kyrkan och stiftet. Han förvandlade munkkollegiet vid Gamla Uppsala ärkebiskopssäte till ett ansenligt Collegium canonicorum seculare, det vill säga ett sådant som bestod av sekulära män, i betydelsen inte bundna av ordensregler.
Hans i senare tid påvisade grav i Mariakyrkan i Sigtuna bär vittnesbörd om hans intima förbindelse med Dominikanorden.